# Long Tall Weekend
Albums de They Might Be Giants
Factory Showroom
(1996) Mink Car
(2001)
Long Tall Weekend est un album rock alternatif de They Might Be Giants, sorti le 19 juillet 1999. On ne peut se procurer cet album que sur Internet, par eMusic

## Chansons
1. Drinkin’ - 1 min 36 s
2. (She thinks she's) Edith head - 2 min 35 s
3. Maybe I know - 2 min 07 s
4. Rat patrol - 2 min 07 s
5. Token back to Brooklyn - 1 min 04 s
6. Older - 1 min 59 s
7. Operators are standing by - 1 min 28 s
8. Dark and metric - 1 min 44 s
9. Reprehensible - 3 min 20 s
10. Certain people I could name - 3 min 33 s
11. Counterfeit faker - 2 min 15 s
12. They got lost - 4 min 42 s
13. Lullaby to nightmares - 2 min 31 s
14. On earth my Nina - 1 min 27 s
15. The Edison museum - 2 min 00 s

## Membres
- John Flansburgh: chant, guitare
- John Linnell: chant, clavier, piano
- Dan Miller: guitare
- Danny Weinkauf : basse
- Dan Hickey: batterie